# Anys potencials de vida perduts
Els anys potencials de vida perduts (APVP) és un càlcul estimat dels anys que una persona hauria viscut si no haguera mort prematurament. Té en compte l'esperança de vida d'una determinada cohort. Té per objecte estimar el cost social i econòmic de l'impacte d'aquestes morts sobre una determinada població. Un altre indicador estadístic usat i relacionat amb aquest és el d'anys potencials de vida perduts per discapacitat que quantifica aquelles patologies que, tot i no causar la mort dels individus, redueixen la qualitat de vida d'aquestes persones. Segons una projecció del publicada el 2008 les malalties o lesions causants d'anys de vida perduts per discapacitat mundials l'any 2020 serien:
1. Cardiopatia isquèmica
2. Depressió major unipolar
3. Accidents de trànsit
4. Accidents vasculars cerebrals
5. Malaltia pulmonar obstructiva crònica
6. Infeccions respiratòries baixes
7. Tuberculosi
8. Guerra
9. Malalties diarreiques
10. VIH